# The Bodines
The Bodines — британская рок-группа, образовавшаяся в 1985 году в Манчестере, Англия. The Bodines, исполнявшие угловатый, мелодичный гитарный инди-рок, стали в какой-то мере (согласно Allmusic) жертвой равнодушия к ним Алана Макги, руководителя Creation Records, всё внимание сосредоточивший на карьере Primal Scream. Выпустив один альбом и 7 синглов (4 из которых вошли в UK Indie Charts) в 1990 году квартет распался.

## История группы
The Bodines образовались в 1985 году в Глоссопе, неподалёку от Манчестера, в составе: Майк Райан (англ. Mike Ryan, гитара, вокал), Пол Бразертон (англ. Paul Brotherton, гитара), Тим Бервуд (англ. Tim Burwood, бас-гитара) и Пол Лилли (англ. Paul Lilley, ударные). Группа назвала себя в честь Джетро Бодайна, персонажа американского ситкома «The Beverly Hillbillies» и дебютировала с синглом «God Bless», одним из первых релизов Creation Records. Вскоре после этого Лилли уступил за ударными место Джону Роуланду (англ. John Rowland), и The Bodines вошли в историю клуба Haçienda как самая молодая группа, когда-либо здесь выступавшая.
Последовали ещё два сингловых релиза; второй из них, «Therese», был включен в знаменитую кассету C86, вышедшую приложением к NME, после чего — как и некоторые другие участники компиляции (Primal Scream, The Mighty Lemon Drops, The Weather Prophets) The Bodines подписали «мажорный» контракт — с Magnet Records, где вышел ремикс «Therese».
В июле 1986 года The Bodines приняли участие в Festival of the Tenth Summer. Летом 1987 года вышел дебютный альбом Played, записанный продюсером Иэном Броди: он поднялся до #94 в UK Albums Chart. Ни один сингл из него, однако, не вошёл в общенациональный хит-парад, и группа распалась, выпустив на прощание «Play Hard». Роуланд перешёл в состав The Rainkings.
В 1989 году реформированные Bodines в новом составе (Райан, Робертсон, новые басист Иэн Уотсон и драммер Спенсер Бёртуистл) выпустили сингл «Decide» на Play Hard Records, приняв участие и в компиляции Hand to Mouth, составленной этим манчестерским лейблом. Два года спустя Райан уже выступал с Medalark Eleven. Группа, где играли также басист Гарет Томас и ударник Эдриан Донохью, выпустила на Creation Records альбом Shaped Up, Shipped Out.
В 2010 году дебютный альбом The Bodines Played был перевыпущен (с 7 бонус-треками) на Cherry Red.

## Состав
| - Michael Ryan — вокал, гитара - Paul Brotherton — гитара - Tim Burwood — бас-гитара - John Rowland — ударные | Эпизодические участники - Paul Lilley — ударные - Ian Watson — бас-гитара - Spencer Birtwistle — ударные - Andrew «Booty» Boot — гитара |  |

## Дискография

### Студийный альбом
- Played (Magnet Records, BODL 2001 1987)

### Синглы
- «God Bless» (Creation Records CRE 016 1986 #8)
- «Therese» (Creation Records CRE 028, CRE 028T 1986 #4)
- «Heard It All» (1986 #4)
- «Therese» (Magnet Records BOD1, BODT1 1987)
- «Skankin Queens» (Magnet Records BOD2, BODT2 1987)
- «Slip Slide» (1987)
- «Decide» (Play Hard Records 1989 #15)

### Компиляции
- NME C86 (трек «Therese», 1986)
- It’s Different For Domeheads (Creation CRELP 5, «Paradise»)
- Record Mirror EP (Ensign Records, «Back Door (live)» 1986)
- Flowers In The Sky 1984—1987 (Creation CRELP 028 CD, «God Bless»)
- Creation Soup Volume 2 (Creation CRECD 102, «God Bless», «Paradise»)
- Creation Soup Volume 3 (Creation CRECD 103, «William Shatner»)
- Hand To Mouth (Playhard Records, «Hard On», «Call Your Name»)